# Мирівка (Обухівський район)
Ми́рівка — село в Україні, у Обухівському районі Київської області. Населення становить 1335 осіб.
Село Мирівка — колишнє власницьке село при безіменній річці, 1208 осіб, 250 дворів, волосне правління, православна церква, школа, 2 постоялих двори, 2 лавки, 3 кузні, вітряк, кінний млин, винокуренний завод. https://uk.wikipedia.org/wiki/Мирівська_волость
Метричні книги, клірові відомості, сповідні розписи церкви Преображення Господнього с. Мирівка Мирівської волості Київського пов. Київської губ. зберігаються в ЦДІАК України. http://cdiak.archives.gov.ua/baza_geog_pok/church/myri_001.xml [Архівовано 18 грудня 2018 у Wayback Machine.]

## Географія
Селом протікає річка Міра.

## Відомі люди
- Дурдуковський Сергій Федорович — співак (лірико-драматичний тенор), педагог, музично-громадський діяч, член музичного товариства імені М. Леонтовича.
- Карунський Михайло Йосипович — український художник, член Національної спілки художників України.
- Карунський Олексій Йосипович — український науковець у галузях тваринництва та зоотехнії, педагог, доктор сільськогосподарських наук.
- Кисіль Іван Гордійович — український художник.
- Роговий Василь Васильович — український політик, колишній міністр економіки України.
- Романець Марія Василівна — депутат Верховної Ради УРСР 11-го скликання.